# Surma (Bajhang)
Surma (nep. सूर्म, trl. Sūrma, trb. Surma, new. सर्म, trl. Surma, trb. Surma) – gaun wikas samiti w zachodniej części Nepalu w strefie Seti w dystrykcie Bajhang. Według nepalskiego spisu powszechnego z 2011 roku liczył on 579 gospodarstw domowych i 3705 mieszkańców (1852 kobiety i 1853 mężczyzn).
W skład Village Development Committee Surma wchodzą wsie:
- Bhelat
- Bhera
- Bhirkot
- Deuli
- Galapati
- Jwada
- Nauli
- Saingaun
- Thakunnada